# سیارک ۲۴۳۴۴۰
سیارک ۲۴۳۴۴۰ (به انگلیسی: 243440 Colonia، نامگذاری:2009FD2)۲۴۳۴۴۰مین سیارک کشف شده‌است که در ۱۷ مارس ۲۰۰۹ کشف شد.